# Charlotte Laurier
Pour les articles homonymes, voir Laurier.
Charlotte Laurier est une actrice québécoise née le 18 novembre 1966.

## Biographie
Charlotte Laurier nait le 18 novembre 1966 et grandit à Longueuil au sein d'une famille de neuf enfants. En 1978, alors qu'elle n'est encore qu'adolescente, Charlotte Laurier tient un rôle important dans Les Bons Débarras, un film réalisé par Francis Mankiewicz sur un scénario de l'écrivain Réjean Ducharme. Dès sa sortie, Les Bons Débarras est considéré comme un moment important dans l'histoire du cinéma québécois. Enfant de Ducharme, elle devient enfant de la haute mer de Jules Supervielle dans une dramatique de James Dormeyer Nous n’irons plus au bois. Puis, Jean-Claude Lauzon lui offre de jouer Linda dans son court-métrage Piwi. Plusieurs longs-métrages s’enchaînent dont Bonheur d’occasion, adaptation du roman de Gabrielle Roy que signe Claude Fournier, et la Dame en couleurs, dernier film réalisé par Claude Jutra.
À 18 ans, Charlotte Laurier quitte Montréal pour Paris où elle s’inscrit à différents cours de théâtre dont celui du Café de la Gare avec Jacqueline Ducque ainsi qu'à ceux de l’Actor’s Studio. Pendant cette période, elle tourne notamment dans Vent de galerne, un drame historique de Bernard Favre se déroulant en Vendée pendant la révolution française.
De retour à Montréal, Charlotte Laurier participe au drame carcéral Le Party que réalise Pierre Falardeau. Elle y incarne un personnage assez éloigné de ses rôles précédents, celui d'une stripteaseuse. Elle tourne aussi avec André Forcier dans Une histoire inventée. Pendant quatre saisons, elle joue une journaliste dans la télé-série à succès Scoop, scénarisée par Réjean Tremblay et Fabienne Larouche et réalisée par George Mihalka et Pierre Houle. 
En 1995, elle se retire à la campagne pour se consacrer à l’expression à l’état pur, elle touche à la peinture et à l’écriture. Elle revient au cinéma avec J'en suis!, une comédie signée Claude Fournier qui est plus ou moins bien reçue. Elle interprète ensuite une ancienne championne de vélo dans le premier long-métrage de Manon Briand, la comédie dramatique 2 secondes. Le film connait un succès certain et permet à Charlotte Laurier de recevoir une nomination au premier gala des prix Jutra. Par la suite, Laurier tient un petit rôle dans le film d'essai Quelque chose d'organique, tourné au Québec par le réalisateur français Bertrand Bonello. Suit une nouvelle éclipse.   
C'est en tant que dramaturge que Charlotte Laurier refait surface. En 2003, au Théâtre de la Licorne, elle présente sa première pièce, Capharnaüm, un projet initialement conçu pour le cinéma et dont elle signe également la mise-en-scène. La pièce, au ton assez dramatique, décrit les retrouvailles entre deux sœurs, dont une sort de prison. Ce premier essai est suivi, en 2005, à la S.A.T., d'Autopsie femme, une création multimédia qu'elle écrit, qu'elle dirige et dans laquelle elle joue. En 2007, elle revient au cinéma après plusieurs années d'absence et coréalise avec son mari, Pascal Courchesne, un premier long métrage intitulé Les plus beaux yeux du monde dans lequel elle interprète le rôle principal : celui d'une ancienne ballerine.
Elle est la sœur de Lucie Laurier, également actrice. Une autre de ses sœurs, Angela, est artiste de cirque.

## Filmographie

### Cinéma
- 1980 : Les Bons Débarras : Manon
- 1983 : Bonheur d'occasion : Yvonne Lacasse
- 1984 : Starbreaker
- 1985 : La Dame en couleurs : Agnès Laberge
- 1985 : Agnès de Dieu (Agnes of God) : Jeune prostituée
- 1986 : Cinématon #753 de Gérard Courant : elle-même
- 1986 : Couple #6 de Gérard Courant : elle-même
- 1986 : Portrait de groupe #24, Voyage à Laon de Gérard Courant : elle-même
- 1986 : Portrait de groupe #26 : Le jury du 4e Festival international du cinéma jeune public de Laon de Gérard Courant : elle-même
- 1987 : Le Passeur immobile, Carnets filmés de Gérard Courant : elle-même
- 1988 : Les Portes tournantes : Bonne
- 1989 : Vent de galerne : Marie
- 1990 : Une histoire inventée : Soledad
- 1990 : Le Party : Alexandra
- 1990 : Babylone : Nadine
- 1991 : Montréal vu par… : Céline (segment "Desperanto")
- 1993 : La Charge de l'orignal épormyable
- 1997 : L'Hypothèse rivale
- 1997 : J'en suis ! : Maude
- 1998 : 2 secondes : Laurie
- 1998 : Quelque chose d'organique : Sarah
- 2006 : All Hat : Misty
- 2007 : Les plus beaux yeux du monde : Marion
- 2010 : À l'origine d'un cri de Robin Aubert : Tante Louise
- 2011 : Coteau rouge d'André Forcier : Pauline Desaultels

### Télévision
- 1988 - 1989 : Les Tisserands du pouvoir (feuilleton TV) : Madeleine Lambert
- 1991 : Les Naufragés du Labrador (téléfilm) : Marielle
- 1992 - 1995 : Scoop (série TV) : Gabriella Salvatore
- 1996 : Jasmine (série TV) : Corinne Santinori
- 1998 : Quai numéro un (téléfilm)
- 2012 : 30 vies (série TV) : Lilianne Cantin

## Distinctions

### Récompenses

#### Nominations
- 1981 : Prix Génie de la Meilleure actrice dans un rôle principal dans Les Bons Débarras
- 1986 : Prix Génie pour la meilleure actrice dans un rôle principal dans La Dame en couleurs
- 1999 : Prix Jutra pour la meilleure actrice pour 2 secondes